# Prostitución en Belice

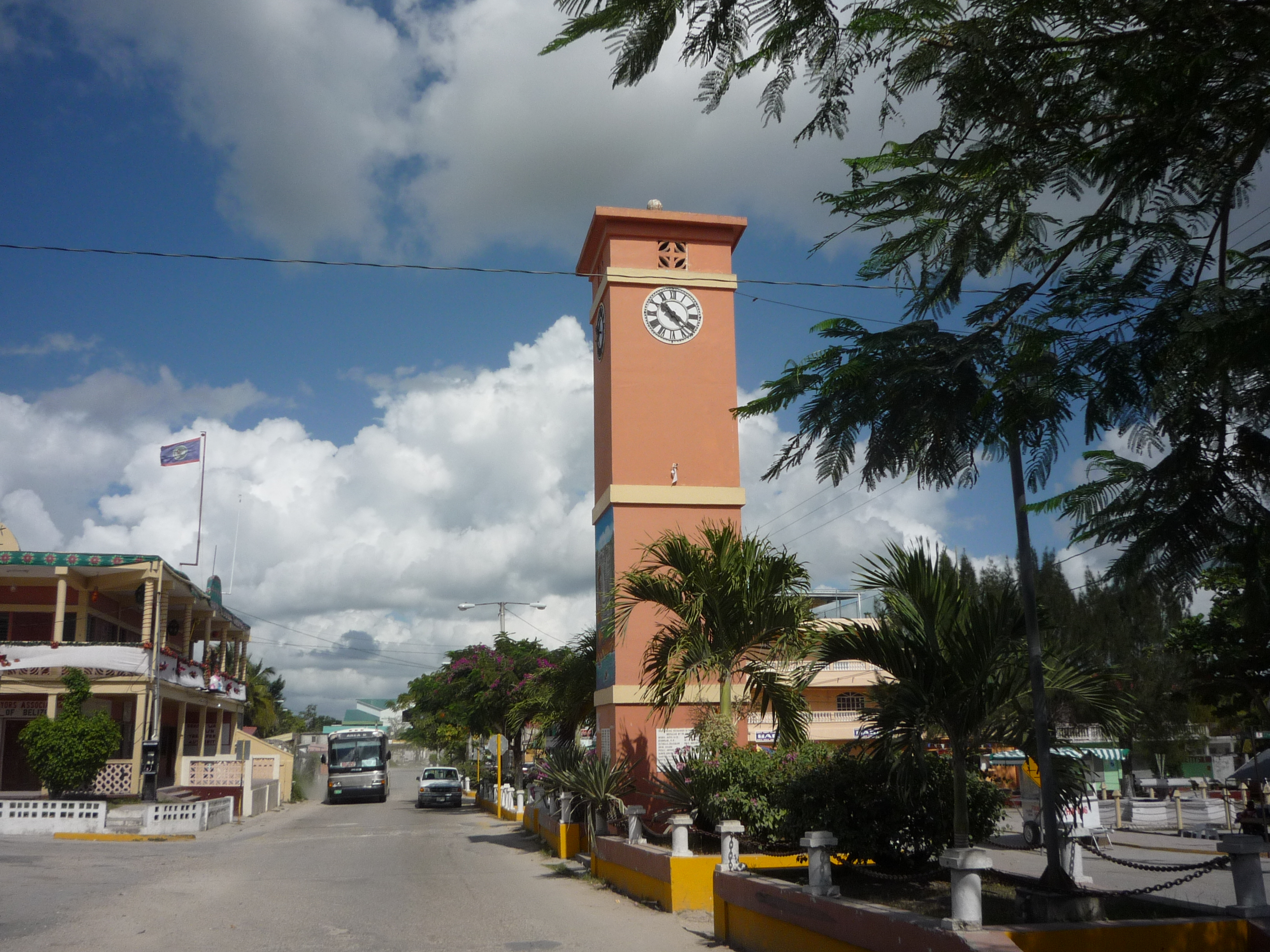
Orange Walk Town, aunque es una pequeña ciudad, alberga el mayor número de prostitutas de Belice, por encima de la capital, Belmopán, y de Ciudad de Belice.

La prostitución en Belice es legal, pero no lo es la compra de servicios sexuales. Las actividades asociadas, como regentar un burdel, merodear con fines de prostitución y solicitar sexo, también son ilegales. La situación de la prostitución está muy extendida y tiene lugar en las calles y en burdeles, bares, clubes nocturnos y hoteles.
Aunque el gobierno de Belice lo niega, el país es un destino para el turismo sexual, y la parcela que busca la actividad sexual infantil es un problema, principalmente para visitantes de Estados Unidos. El tráfico sexual también es un problema en el país.

## Situación legal
Aunque la prostitución está legalizada, la compra de servicios sexuales no lo es.
Las actividades relacionadas, como conseguir que otra persona trabaje como prostituta, facilitar locales para la prostitución y vivir de las ganancias de la prostitución, son ilegales. Mantener, gestionar o ayudar en la gestión de un burdel también está prohibido. Las leyes sobre licencias de bebidas alcohólicas prohíben la prostitución en los bares.
El capítulo 98 de la Ley de Jurisdicción Sumaria (relacionada con Delitos) prohíbe a las "prostitutas comunes" (mujeres que han recibido previamente una advertencia policial) ejercer la prostitución en la calle o en lugares públicos. Se prohíbe a los "varones" merodear con fines de prostitución o solicitar o importunar de forma persistente con fines inmorales.
Las leyes tratan los delitos de prostitución como molestias y las penas son leves.
La Ley de Prohibición del Tráfico de Personas de 2003 combate el tráfico, pero la pena máxima es baja, en comparación con otros países, 5 años de prisión o 5 000 dólares de multa. Las leyes de inmigración prohíben la entrada en el país de prostitutas o de cualquier persona que viva de las ganancias de la prostitución. Por lo general, las leyes no suelen aplicarse, y los funcionarios encargados de hacer cumplir la ley suelen ser corruptos.

## Burdeles
Aunque ilegales, los burdeles están muy extendidos en el país. La ciudad de Orange Walk tiene fama de tener la mayor concentración de burdeles. En junio de 2011, el burdel más conocido del país, Raul's Rose Garden, se incendió. Había abierto por primera vez en febrero de 1981. Antes de su retirada en la década de 1990, el establecimiento era popular entre los soldados británicos.
Algunos hoteles funcionan con un sistema de "ficha". Las prostitutas alquilan habitaciones en el hotel y captan clientes en el bar. Las mujeres cobran una comisión por las bebidas que compran los clientes antes de ir a las habitaciones. El alquiler de la habitación se descuenta de la comisión. Estos hoteles suelen estar conectados a clubes nocturnos o go-go bars.

### Burdeles militares
Para tratar de combatir la propagación de las enfermedades de transmisión sexual, incluido el VIH, y mediante un acuerdo intergubernamental, se crearon varios burdeles para uso exclusivo de las tropas británicas estacionadas en el país. Las prostitutas, muchas de Guatemala, tenían que llevar una tarjeta de identificación con fotografía y someterse a controles sanitarios semanales. El uso de preservativos era obligatorio.

## Tráfico sexual
Belice es país de origen, tránsito y destino de hombres, mujeres y niños sometidos al tráfico sexual. La Relatora Especial de la ONU sobre la Trata de Personas informó de que miembros de la familia facilitan el tráfico sexual de mujeres y niñas beliceñas. En las zonas más turísticas, los turistas sexuales infantiles extranjeros, principalmente de Estados Unidos, explotan a las víctimas del tráfico sexual infantil. El tráfico sexual de mujeres y niñas beliceñas y extranjeras, principalmente de América Central, se produce en bares, clubes nocturnos y burdeles. Los hombres, mujeres y niños pertenecientes a la comunidad LGBTI son vulnerables al tráfico sexual. Los hombres, mujeres y niños extranjeros -sobre todo de Centroamérica, México y Asia- emigran voluntariamente a Belice en busca de trabajo y a menudo son explotados por traficantes que reclutan a sus víctimas con falsas promesas de empleos relativamente bien remunerados. Algunos migrantes son objeto de trata con fines sexuales. La complicidad de los funcionarios del gobierno sigue siendo un problema.
Em 2017, la Oficina de Vigilancia y Lucha contra la Trata de Personas del Departamento de Estado de los Estados Unidos clasificó a Belice como país de "nivel 3". No obstante, las previsiones posteriores mejoraron su análisis, pasando en 2023 a ser de "nivel 2".